# Grace & Charm
《Grace & Charm》是香港歌手陳慧琳的第十六張個人粵語大碟，於2004年12月24日推出。2005年3月18日推出第二版Grace & Charm 2nd Editon（CD + Bonus AVCD + 大長今Original Sound Track）。

## 曲目列表

### CD
| 曲序 | 曲名          | 作曲           | 作詞   | 編曲                   | 歌曲監製 | 附註                                 |
| 01   | 紙醉金迷      | 雷頌德         | 黃偉文 | 雷頌德、Ted Lo         | 雷頌德   | 第一主打                             |
| 02   | 情人戰        | 齊樂平         | 陳少琪 | 韋懋騰、曹雪芬         | 張佳添   | 第二主打 亞洲遊戲展2004主題曲        |
| 03   | 前世          | 伍樂城         | 林夕   | 伍樂城                 | 伍樂城   |                                      |
| 04   | 紅絲帶        | 陳光榮         | 黃偉文 | 陳光榮                 | 陳光榮   | 第三主打                             |
| 05   | 柴門文的女人  | 王菀之         | 林夕   | 褚鎮東                 | 伍樂城   |                                      |
| 06   | 完美關係      | 雷頌德         | 林夕   | 雷頌德                 | 雷頌德   | 第四主打 金至尊廣告歌                |
| 07   | 輻射          | 吳國敬、唐奕聰 | 黃偉文 | 唐奕聰                 | 吳國敬   |                                      |
| 08   | 以退為進      | 吳國敬         |        | 吳國敬、孫偉明、唐奕聰 | 吳國敬   |                                      |
| 09   | 小女人        | 側田           |        | 側田                   | 雷頌德   |                                      |
| 10   | 完美關係 (國) | 雷頌德         | 林夕   | 雷頌德                 | 雷頌德   | OT:《完美關係》 金至尊中國內地廣告歌 |

### 第二版
| 曲序 | 曲名           | 作曲   | 作詞   | 備註                        |
| 01   | 希望           | 任世現 | 鄭櫻綸 | 第二版第一主打 大長今主題曲 |
| 02   | 思念           | 任世現 | 鄭櫻綸 | 大長今插曲                  |
| 03   | 不配相擁       | 任世現 | 高皓正 | 大長今插曲 林保怡合唱       |
| 04   | 思念(林保怡版) | 任世現 | 鄭櫻綸 | 大長今插曲                  |

## 所獲獎項
- 香港唱片商會IFPI - 全年最高銷量 十大廣東唱片《Grace And Charm》
- 2005勁歌金曲優秀選第一回 - 得獎歌曲 《希望》
- 新城勁爆頒獎禮2005 — 新城勁爆歌曲 《希望》
- 2005年度十大勁歌金曲頒獎典禮 — 十大勁歌金曲 《希望》
- 2005年TVB8金曲榜頒獎典禮 — 金曲獎 《希望》(國)
- 2005年TVB8金曲榜頒獎典禮 — 全球觀眾最喜愛粵語歌曲 《希望》
- 新Monday十大手電娛樂頒獎禮 — 音樂頻道 十大手電鈴聲 《希望》
- 中國原創歌曲總評榜 - 港台地區最佳歌曲《希望》